# 吉士雄成
吉士 雄成（きし の おなり、生没年不詳）は飛鳥時代の豪族。難波吉士 雄成（なにわのきし おなり）ともいう。遣隋小使として、小野妹子に従い、隋に渡っている。

## 出自
吉士（吉志）一族は外交事務で多く活躍しており、吉士磐金が新羅に派遣されたのは推古天皇5年（597年）のことであり、舒明天皇5年（633年）1月にも吉士一族が唐使高表仁らの送使になっており、白雉4年（653年）5月には吉士長丹・吉士駒が遣唐使として派遣されている。

## 記録
推古天皇16年（608年）4月、朝廷の命により、筑紫に派遣され、遣隋使として派遣された小野妹子の帰国に同行してきた隋の使者裴世清（はいせいせい）らを出迎えている。この時、朝廷は隋使のために、新しい館（むろつみ）を難波の高麗（こま）の館の上に建造している。
同年9月隋使をおくるため再度遣隋使として渡海する大使小野妹子や通事（＝通訳）鞍作福利とともに、小使として渡海した。その際に隋の煬帝にあてた国書には妹子とともに、
と記されていたという。
その後、
とあるため、同年中に小野妹子とともに帰国したものとみられる。
その後の事績は不明である。『聖徳太子伝暦』にも名前が現れている。